# Philisca chilensis
Philisca chilensis är en spindelart som först beskrevs av Cândido Firmino de Mello-Leitão 1951.  
Philisca chilensis ingår i släktet Philisca och familjen spökspindlar. Inga underarter finns listade i Catalogue of Life.